# Sainte-Marguerite-d’Elle
Sainte-Marguerite-d’Elle ist eine französische Gemeinde im Département Calvados in der Region Normandie mit 755 Einwohnern (Stand: 1. Januar 2022). Sainte-Marguerite-d’Elle gehört zum Arrondissement Bayeux und zum Kanton Trévières. 

## Geografie
Sainte-Marguerite-d’Elle liegt etwa 24 Kilometer südwestlich von Bayeux und etwa 14 Kilometer nordnordöstlich von Saint-Lô. Umgeben wird Sainte-Marguerite-d’Elle von den Nachbargemeinden Cartigny-l’Épinay im Norden, La Folie im Norden und Nordosten, Saint-Martin-de-Blagny im Nordosten, Tournières im Osten und Nordosten, Cerisy-la-Forêt im Osten und Südosten, Saint-Jean-de-Savigny und Saint-Clair-sur-l’Elle im Süden, Moon-sur-Elle im Westen und Südwesten sowie Lison im Nordwesten.

## Bevölkerungsentwicklung
| 1962                      | 1968 | 1975 | 1982 | 1990 | 1999 | 2006 | 2013 |
| ------------------------- | ---- | ---- | ---- | ---- | ---- | ---- | ---- |
| 730                       | 890  | 831  | 760  | 758  | 743  | 756  | 762  |
| Quelle: Cassini und INSEE |      |      |      |      |      |      |      |

## Sehenswürdigkeiten
- Kirche Sainte-Marguerite
- Kirche von Baynes
- Kapelle Notre-Dame-de-la-Route aus dem 19. Jahrhundert
- Herrenhaus La Rivière in Baynes, seit 1933 Monument historique

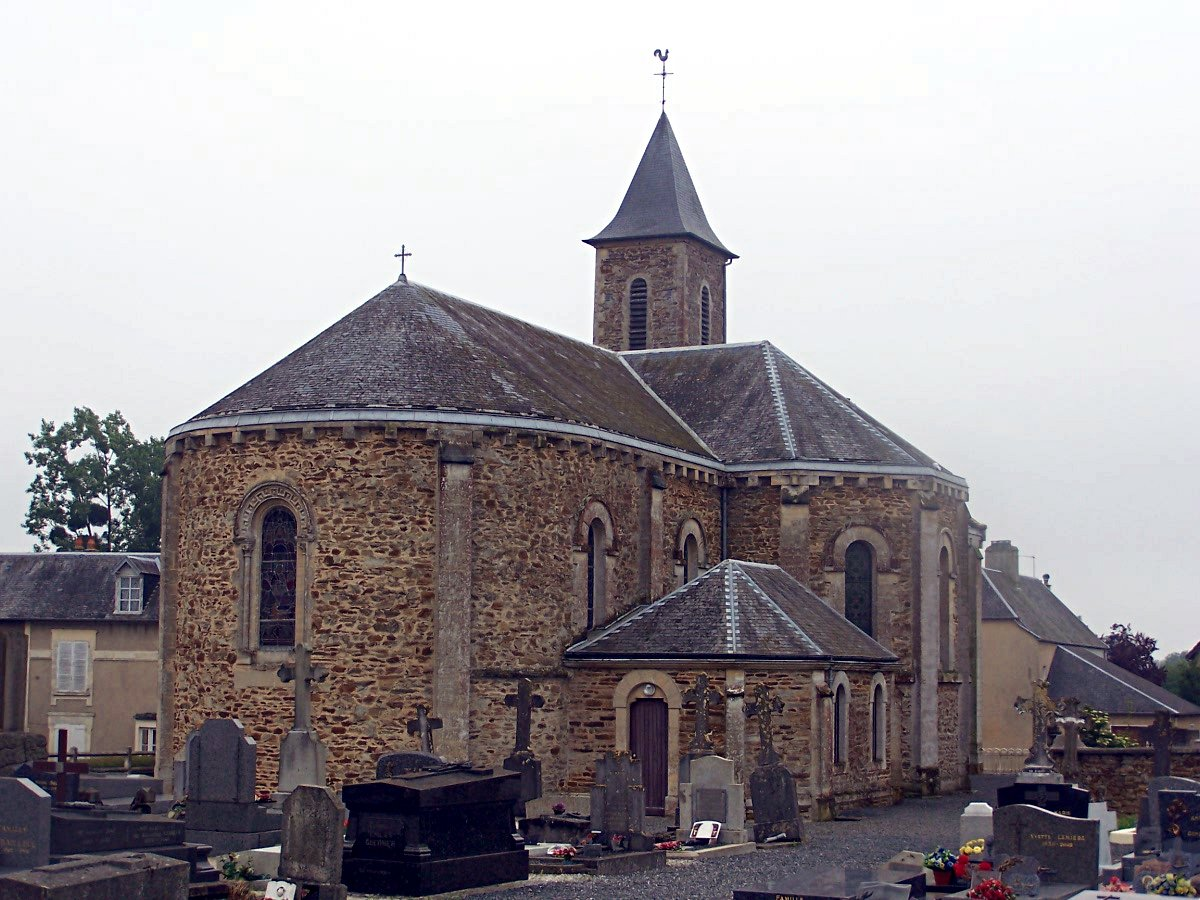
Kirche Sainte-Marguerite
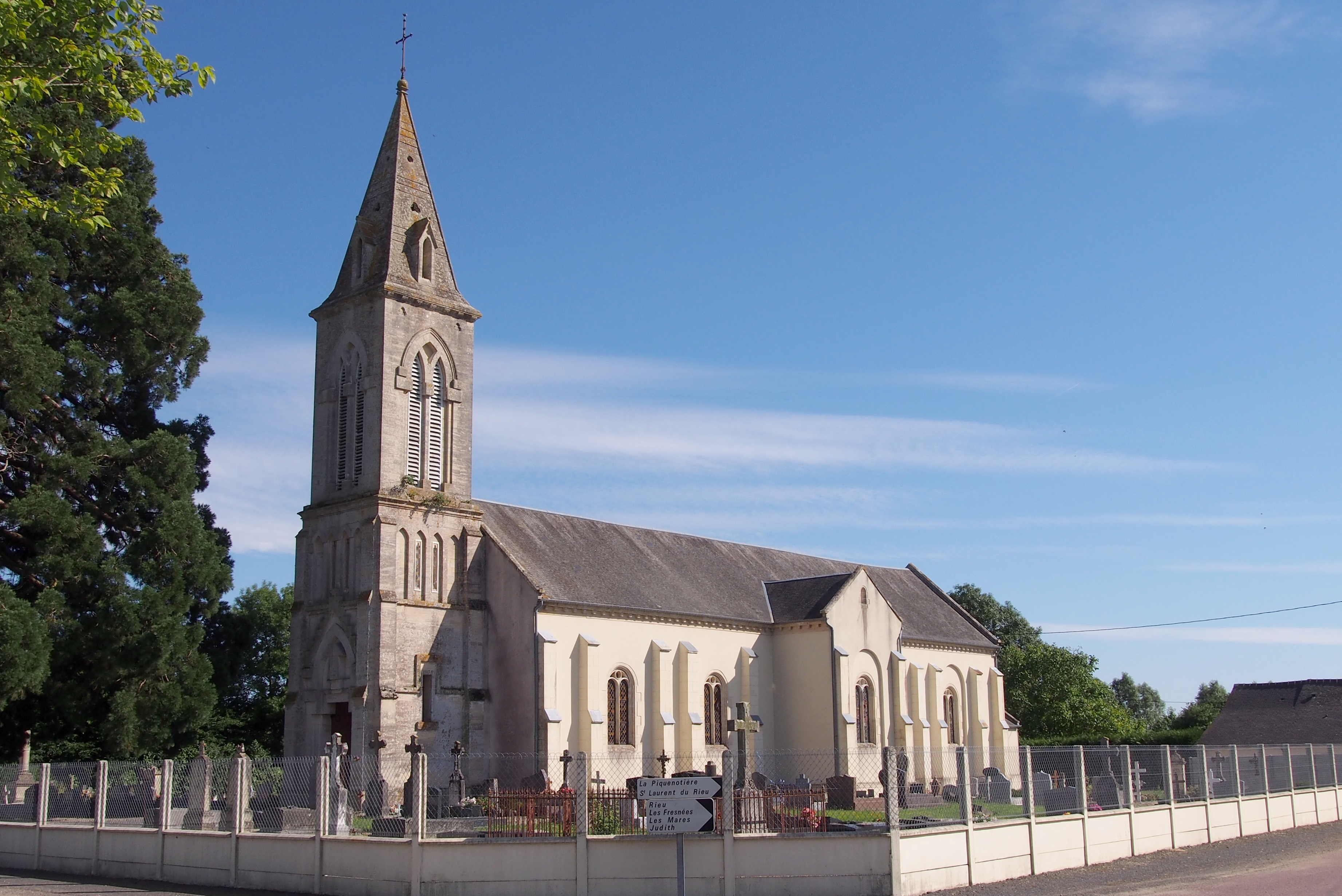
Kirche von Baynes
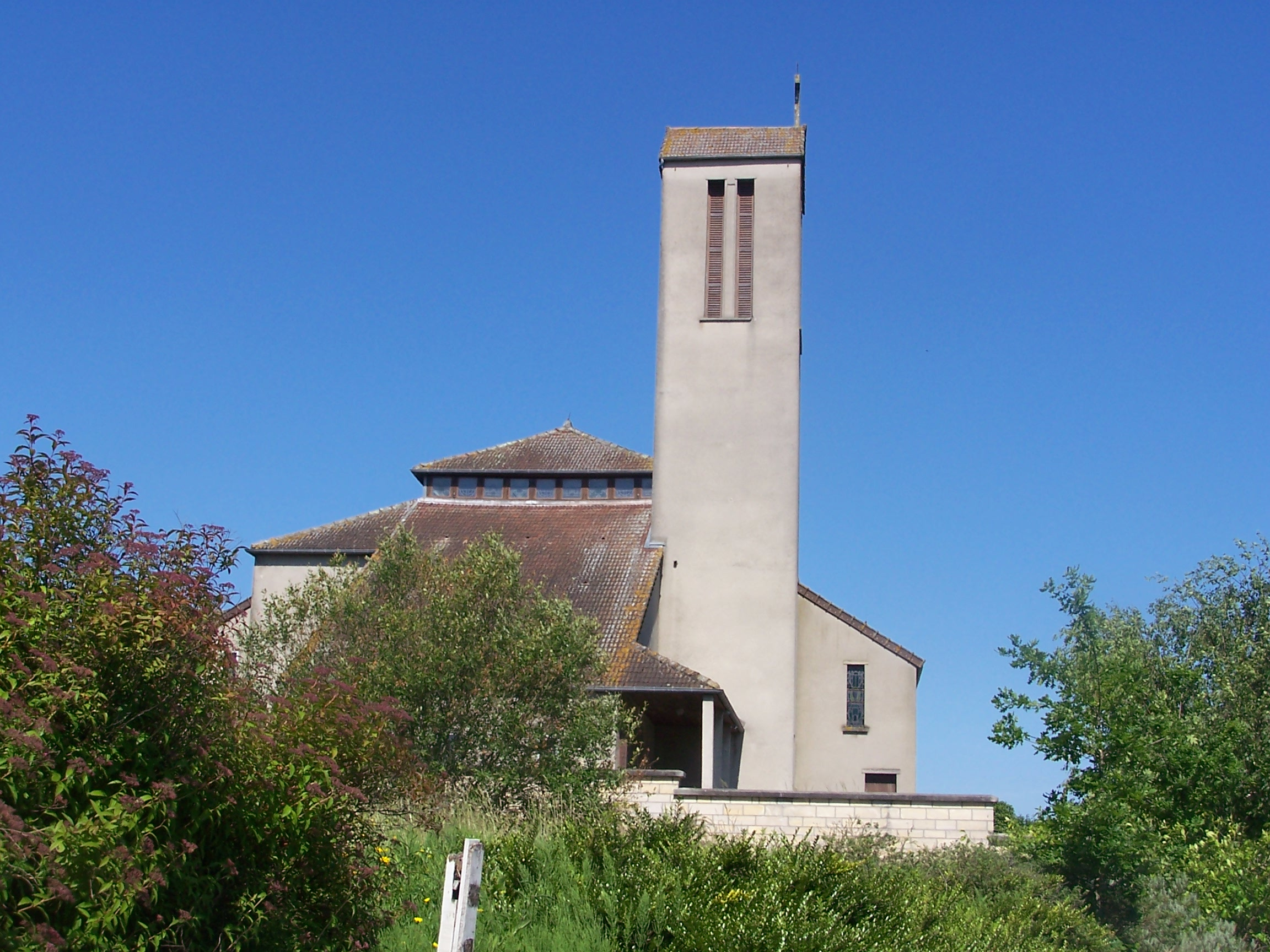
Kapelle Notre-Dame-de-la-Route

## Gemeindepartnerschaften
Mit der britischen Gemeinde Ilsington in Devonshire (England) besteht seit 1982 und mit der Ortschaft Hörste (heute zu Lippstadt in Nordrhein-Westfalen) seit 1984 eine Gemeindepartnerschaft.